# Tien vleugels
Tien vleugels (shiyi) is een reeks commentaren die Confucius zou hebben geschreven op het Boek der Veranderingen, de I Tjing. Zij vormen sinds de Han-dynastie een integraal onderdeel van dat werk en hebben ervoor gezorgd dat de I Tjing een onderdeel van de Vijf Klassieken van het Confucianisme werd.

## Samenstelling
De 'Tien Vleugels' bestaan uit: 
- Het Commentaar op de Beslissing (tuanzhuan, 彖傳), een nadere uitleg van de naam en van het Oordeel, de korte uitleg van elk van de 64 hexagrammen. Net als de basistekst van de I Tjing bestaat ook dit commentaar uit twee afdelingen (en vormt daarmee de eerste twee vleugels).
- Het Commentaar op de Beelden (Xiangzhuan, 象傳), bestaat eveneens uit twee vleugels. Het Commentaar op de grote beelden (Da xiang zhuan, 大象傳) gaat over de afbeelding van de beide trigrammen waaruit elk hexagram bestaat om zo de betekenis van het hexagram te kunnen afleiden. Het Commentaar van de kleine beelden (Xiao xiang zhuan 小象傳) bestaat uit zeer bekopte toevoegingen op de woorden van de Hertog van Zhou (Zhou Gong, 周公) bij de afzonderlijke lijnen. Deze commentaren zijn uitgesplitst over de afzonderlijke hexagrammen.
- De vijfde en zesde vleugel bestaan uit de Grote Verhandeling (of het Grote Commentaar, dazhuan, 大傳), ook wel bekend als de Bijgevoegde Oordelen (Xici, 繫辭 of Xici zhuan, 繫辭傳). Dit zijn geen commentaren op de oorspronkelijke oordelen van koning Wen en de hertog van Zhou, maar vormen een algemene inleiding op het volledige werk en een mythisch-historische beschrijving van het tot stand komen van de Yijing.
- De zevende vleugel is het Commentaar op de tekstwoorden ('Wenyan', 文言). Dit is een uitgebreid commentaar, maar beperkt zich slechts tot de eerste twee hexagrammen.
- De achtste vleugel is de Bespreking der tekens (Shuogua, 說卦) en is een commentaar op de acht trigrammen.
- De negende vleugel verklaart de Volgorde der tekens ('Xugua', 序卦). Dit commentaar is uitgesplist over de afzonderlijke hexagrammen en staat in de vertaling van Richard Wilhelm (1873-1930) onder het opschrift Volgorde.
- De tiende vleugel geeft onder de naam Vermengde tekens (Za gua. 雜卦) definities van de afzonderlijke hexagrammen, grotendeels in paarsgewijze tegenstellingen. Zij staan in de vertaling van Wilhelm onder het opschrift Vermengde tekens vermeld bij de afzonderlijke hexagrammen.

## Vertalingen
- Wilhelm, R. (2006): I Tjing. Het Boek der Veranderingen, Ankh-Hermes

De meest verkochte Nederlandse vertaling, 1e druk verscheen in 1953, oorspronkelijk Duits werk is in 1924 verschenen als I Ging. Das Buch der Wandlungen